# 把总
把总為明代及清代前中期陸軍基層軍官名，明清兵制員額皆有異動。以明代隆慶年間戚家軍為例，把總為「司」的營官，一司下轄449員，而百總為「局」的軍官，官兵計112員，四局為一司。經常有人將百總等同把總，兩者是不同的職務。

## 清代
若以清綠營為例，軍階由高至低分別為提督、總兵、副將、參將、游擊、都司、守備、千總及把總。其中，游擊就在總兵（主管四至五營；約800至3000名士兵）轄下基層武官。與參將、都司、守備等武官一同統轄六百至兩百的營兵力。把總就是受其轄下，在清朝為正七品武官；統領汛（兵力從十數名到百名）兵制單位的武官職位。
清末，慈禧太后主持軍隊改革；並委袁世凱小站練兵以訓練新軍，而袁世凱主導之《新式陸軍章程》內，把總取消不再稱呼。
以棟軍而言，把總可以是正規軍營主官。作戰時配加數營鄉勇，其人數相當於現今的一個團或旅，具有獨立作戰之能力。近代有部份學者指出，把總僅等同於現代「士官」階級。但尋遍各國軍制，未有士官兼任營長，戰時率領數營且能獨立作戰的狀況發生。

### 臺灣
臺灣民間對綠營旗下的武官，普遍敬稱「總爺」，若須因官職細分，千總、把總則敬稱「副爺」。:264